# Romanos III Argyros

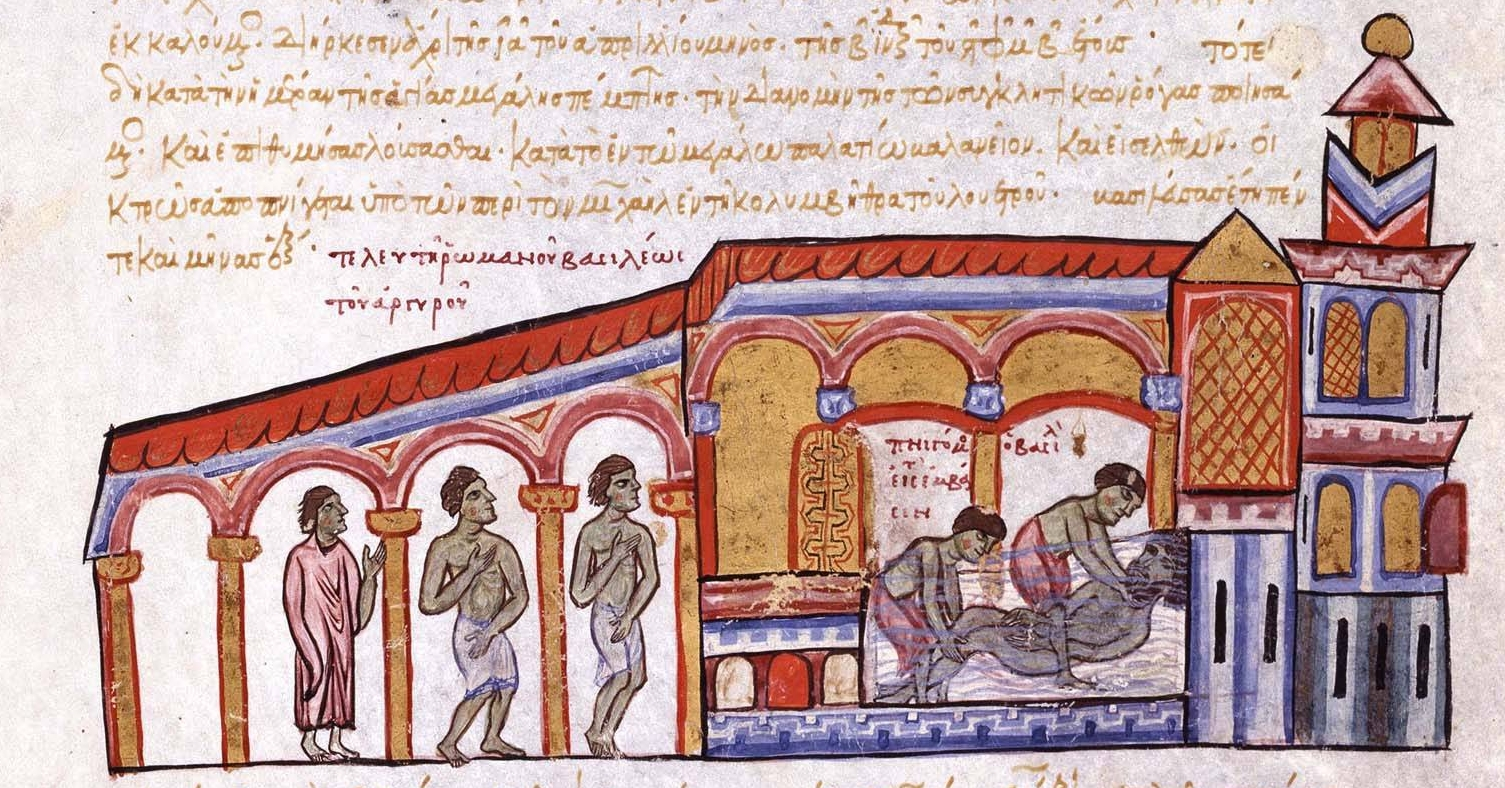
Romanos III mördas i sitt bad.

Romanos III med tillnamnet Argyros (grekiska Ρωμανός Αργυρός; ἄργυρος, "silver"), född 968 i Hierapolis, död 11 april 1034 i Konstantinopel, var bysantinsk kejsare från den 15 november 1028 till den 11 april 1034. Han var gift med Zoë.
Romanos III lade mycket pengar på uppförandet och restaurerandet av kyrkor och kloster. År 1034 mördades Romanos III i sitt bad, på order av sin hustru. Han begravdes i kyrkan Sankta Maria Peribleptos i  Konstantinopel, dagens Istanbul.